# Ōyama Yoshimatsu
Ōyama Yoshimatsu (jap. 大山 義松) war ein japanischer Fußballspieler.

## Nationalmannschaft
1925 debütierte Ōyama für die japanische Fußballnationalmannschaft. Ōyama bestritt zwei Länderspiele. Mit der japanischen Nationalmannschaft qualifizierte er sich für die Far Eastern Championship Games 1925.